# Kadamba (famiglia)

Localizzazione dell'Impero Kadamba

I Kadamba (kannada: ಕದಂಬರು) (345 - 525) furono un'antica famiglia reale del Karnataka che governò dalla città di Banavasi nell'odierno distretto del Kannada Settentrionale. La dinastia, più tardi, ha continuato a governare come feudataria di più grandi imperi, tra cui quello dei Chalukya e dei Rashtrakuta, per oltre cinquecento anni durante i quali si estesero a Goa e Hanagal. Al picco del loro potere sotto Re Kakushtavarma, regnarono su gran parte del Karnataka. Prima dell'era dei Kadamba, le famiglie che controllarono il Karnataka, come i Maurya, i Shatavahana e i Chutu, non erano native della regione e il nucleo del potere risiedeva al di fuori dell'odierno Karnataka. I Kadamba furono la prima dinastia indigena, ed utilizzarono il kannada a livello amministrativo.
La dinastia fu fondata da Mayurasharma nel 345. Uno dei suoi successori, Kakusthavarma fu il regnante più potente della dinastia ed intesse relazioni con la dinastia imperiale Gupta nell'India settentrionale, anche di natura matrimoniale.